# Waldemar
Waldemar, Nebenform Woldemar, ist ein männlicher Vorname. Er stammt aus dem nordgermanischen Sprachraum.

## Namensherkunft
Der Name setzt sich aus den Begriffen wald-a- (urgermanisch für „walten“, „herrschen“) und mǣrja (urgermanisch für „berühmt“, „bekannt“) zusammen. Dabei wird wald-a- wiederum auf die indoeuropäische Wurzel val- zurückgeführt, vgl. lateinisch valere für „stark sein“, „gelten“, „bedeuten“. Und mǣrja soll aus dem Komparativ mē-r zu mē- (indoeuropäisch für „groß“) entstanden sein, vgl. irisch Inis Mór („große Insel“) und deutsch „Meerrettich“ (eigentlich „große Wurzel“).
Somit steht der im germanischen Sprachbereich verwendete Name Waldemar/Valdemar dem im Slawischen verbreiteten Vornamen Wladimir/Vladimir/Wolodymyr etymologisch recht nahe. Sprach- und kulturgeschichtlich wäre allerdings anzumerken, dass die ostslawische Namensform ursprünglich und lautgesetzlich korrekt Volodímĕrъ ,groß in seinem Herrschaftsbereich‘ lautete, die so auch zu belegen ist (Polnoglasie-Form volod-/vgl. altrussisch volost’ ,Territorium, Staat, Macht‘ mit dem südslawisch-kirchenslawischen Lehnwort im Russischen vlast’ ,Herrschaft‘ – mit typischer Liquida-Metathese). In der Kiewer Rus’ – ursprünglich eine skandinavische Gründung mit der Dynastie der Rjurikiden  – führte der ostslawische Herrscher Volodímĕrъ I. mit der Annahme des oströmischen Christentums (Byzanz) als Staatsreligion anno 988 nunmehr die kirchenslawische Diktion Vladimĕrъ ein. Der bald zu Vladímirъ veränderte Name (Epitheton: Vladimir der Heilige) unterstreicht deutlich die politische Dimension, denn sie betont mit der Ersetzung von -mĕr ,groß‘ durch -mir ,Welt‘ und der volksetymologischen Interpretation als Imperativ-Kompositum (vladi! ,herrsche!‘) den Anspruch: «Beherrsche die Welt!» (Vorbild für die späteren Städtenamen: Wladikawkáz ,Beherrsche den Kaukasus!‘ sowie Wladiwostók ,Beherrsche den Osten!‘). Der in Russland (ursprünglich von Katholiken) verwendete Personenname Vladisláv stellt hingegen eine Entlehnung aus römisch-katholisch beeinflussten westslawischen Sprachen dar: tschechisch Vladislav; polnisch Władysław ,Macht und Ruhm‘.
In der Onomastik gibt es unterschiedliche Ansichten, ob der slawische Name eigentlich aus dem Germanischen entlehnt ist oder der germanische aus dem slawischen oder ob beide aus einer älteren indoeuropäischen Sprachschicht stammen. Die Form Valdemar ist in den skandinavischen Ländern Dänemark, Norwegen und Schweden sowie in Finnland gebräuchlich.

## Aktuelle Verbreitung in Deutschland
Der Vorname Waldemar ist in Deutschland häufig unter den russlanddeutschen Aussiedlern verbreitet. Die meisten wurden dort nach der Geburt entweder Waldemar oder Wladimir genannt. Der Vorname Wladimir war und ist in der russischsprachigen Welt relativ stark verbreitet. Die, die dort Wladimir hießen, haben nach der Umsiedlung nach Deutschland den Vornamen ins Deutsche übersetzt, um eine Diskriminierung zu vermeiden (siehe auch: Bundesvertriebenengesetz – § 94 Familiennamen und Vornamen).

## Namensträger

### Waldemar (Einname)
- Waldemar (Bischof) (1157/1158–1236), Prinz von Dänemark, Bischof von Schleswig und Erzbischof von Hamburg-Bremen
- Waldemar (Brandenburg) (1308–1319), Markgraf
- Waldemar (Rostock) (1262–1282), Fürst von Rostock
- Waldemar (Schleswig) (1209–1231), Herzog von Schleswig, Mitregent seines Vaters Waldemar II.
- Waldemar von Preußen (1817–1849), deutscher Prinz und Generalmajor
- Waldemar von Preußen (1868–1879), deutscher Prinz
- Waldemar von Preußen (1889–1945), deutscher Offizier und Großgrundbesitzer

#### Waldemar I.
- Waldemar I. (Dänemark) (der Große; 1131–1182), Herzog von Schleswig und König von Dänemark
- Waldemar (Schweden) (1243–1302), König von Schweden
- Waldemar I. (Anhalt), Fürst von Anhalt, siehe Askanier

#### Waldemar II.
- Waldemar II. (Dänemark) (der Sieger; 1170–1241), König von Dänemark und Herzog von Schleswig
- Waldemar II. (Anhalt), Fürst von Anhalt

#### Waldemar III.
- Waldemar III. (Schleswig) (1238–1257), Herzog von Schleswig
- Waldemar III. (Dänemark) (1314–1364), König von Dänemark
- Waldemar III. (Anhalt), Fürst von Anhalt

#### Waldemar IV.
- Waldemar IV. (Schleswig) (um 1265–1312), Herzog von Schleswig
- Waldemar IV. (Dänemark) (Atterdag; um 1321–1375), König von Dänemark, Protagonist der Sage vom wilden ewigen Jäger von Oldemorstoft
- Waldemar IV. (Anhalt), Fürst von Anhalt

#### Waldemar V.
- Waldemar V. (1314–1364), Herzog von Schleswig, siehe Waldemar III. (Dänemark)
- Waldemar V. (Anhalt), Fürst von Anhalt

### Waldemar (Vorname)
- Waldemar Anton (* 1996), deutscher Fußballspieler
- Waldemar Åhlén (1894–1982), schwedischer Organist, Musikpädagoge und Komponist
- Waldemar Barth (* 1934), deutscher Fußballspieler
- Waldemar von Baußnern (1866–1931), deutscher Komponist und Musikpädagoge
- Waldemar Bergendahl (1933–2022), schwedischer Filmschaffender
- Waldemar Bonsels (1880–1952), deutscher Schriftsteller
- Waldemar Levy Cardoso (1900–2009), brasilianischer Feldmarschall
- Waldemar Carpenel († 1101), okzitanischer Kreuzritter und Herr von Haifa im Königreich Jerusalem
- Waldemar Cierpinski (* 1950), deutscher Leichtathlet
- Waldemar Frank (1903–1961), deutscher Bühnenschriftsteller und Filmproduzent
- Waldemar Glaser (1903–1953), deutscher Schriftsteller
- Waldemar Grzimek (1918–1984), deutscher Bildhauer
- Waldemar Hartmann (* 1948), deutscher Fernsehmoderator und Sportkommentator
- Waldemar Kamer (* 1966), deutsch-niederländischer Journalist, Regisseur, Schauspieler und Autor
- Waldemar Kobus (* 1966), deutscher Schauspieler
- Waldemar Kraft (1898–1977), deutscher Politiker
- Waldemar Krzystek (* 1953), polnischer Regisseur und Drehbuchautor
- Waldemar Kuhn (1923–2015), deutscher Bildhauer und Künstler
- Waldemar Kuri (* 1930), deutscher Filmregisseur und Produzent
- Waldemar Lestienne (1878–1967), französischer Automobilrennfahrer, -konstrukteur und Unternehmer
- Waldemar Lorenz (1930–1984), deutscher Wirtschaftswissenschaftler und Hochschullehrer
- Waldemar Matuška (1932–2009), tschechoslowakischer Schlagersänger und Schauspieler
- Waldemar Méndez (* 1971), argentinischer Fußballspieler
- Waldemar von Mohl (1885–1966), deutscher Jurist und Landrat
- Waldemar Mueller (1851–1924), deutscher Bankier
- Woldemar Nürnberger (1818–1869), deutscher Arzt und Schriftsteller
- Waldemar Ossowski (* 1970), polnischer Archäologe und Museumsleiter
- Waldemar Pawlak (* 1959), polnischer Politiker
- Waldemar von Radetzky (1910–1990), deutsch-baltischer SS-Sturmbannführer
- Waldemar Reinfelder (* 1965), deutscher Jurist, Vorsitzender Richter am Bundesarbeitsgericht
- Waldemar Ritter (* 1933), deutscher Politikwissenschaftler und Historiker
- Waldemar R. Röhrbein (1935–2014), deutscher Historiker
- Waldemar Sjölander (1908?–1988), schwedischer Künstler
- Waldemar Titzenthaler (1869–1937), deutscher Fotograf
- Waldemar Victorino (1952–2023), uruguayischer Fußballspieler
- Waldemar Young (1878–1938), US-amerikanischer Drehbuchautor
- Waldemar Zimmermann (1876–1963), deutscher Volkswirt und Sozialpolitiker

### Valdemar
- Valdemar Ammundsen (1875–1936), dänischer lutherischer Theologe und Bischof des Bistums Haderslev
- Valdemar Heger, Kommandant des KZ Loborgrad
- Valdemar Lindholm (1880–1947), schwedischer Schriftsteller, Journalist und Mythensammler
- Waldemar Magnusson (Valdemar Magnusson; * um 1285, † 1318), schwedischer Prinz und Herzog von Finnland
- Valdemar Poulsen (1869–1942), dänischer Physiker und Ingenieur
- Valdemar Psilander (1884–1917), dänischer Stummfilmschauspieler
- Valdemar Rautio (1921–1973), finnischer Leichtathlet
- Valdemar Söderholm (1909–1990), schwedischer Komponist und Musikpädagoge
- Valdemar Adolph Thisted (1815–1887), dänischer Schriftsteller und Geistlicher
- Waldemar Wien (1927–1994), deutscher Bildhauer

Zweitname
- Frederik Valdemar Nikolai Beichmann (1859–1937), norwegischer Jurist
- Fini Valdemar Henriques (1867–1940), dänischer Komponist und Geiger

### Woldemar
- Falscher Woldemar († 1356), mittelalterlicher Hochstapler
- Woldemar (Lippe-Detmold) (Günther Friedrich Woldemar; 1824–1895), Fürst zur Lippe
- Woldemar Bargiel (1828–1897), deutscher Komponist und Musikpädagoge
- Woldemar von Biedermann (1817–1903), deutscher Jurist, Literaturhistoriker und Goetheforscher
- Woldemar August Engelmann (1865–1942), deutscher Strafrechts- und Strafprozessrechtswissenschaftler und Rechtshistoriker
- Woldemar Görler (1933–2022), deutscher Klassischer Philologe
- Woldemar Hau (1816–1895), deutschbaltischer Maler
- Woldemar Hermann (1807–1878), deutscher Architekt und Maler
- Woldemar von Heyden (1809–1871), deutscher Rittergutsbesitzer, Generallandschaftsrat und Politiker
- Hugo Woldemar Hickmann (1841–1922), Pfarrer und Gründer des ersten Kindererholungsheims Deutschlands
- Woldemar Hottenroth (1802–1894), deutscher Maler der Spätromantik
- Woldemar Kandler (1866–1929), deutscher Architekt und Kirchenbaumeister in Sachsen
- Woldemar Leippi (1930–2018), deutscher Schauspieler, Hörspielregisseur, Synchron- und Hörspielsprecher
- Woldemar Lippert (1861–1937), deutscher Archivar und Historiker
- Woldemar Mobitz (1889–1951), deutscher Internist
- Woldemar Nelsson (1938–2006), russischer Dirigent
- Woldemar Neubert (1860–1918), deutscher Handelsgärtner und Politiker
- Woldemar von Putbus (unbekannt–nach 1521), deutscher Landvogt von Rügen
- Woldemar von Reichenbach (1845–1914), deutscher Kunstmaler
- Woldemar Ribbeck (1830–1902), deutscher Klassischer Philologe und Gymnasialdirektor
- Woldemar von Schmettau (1719–1785),  Offizier, Gutsbesitzer und Schriftsteller
- Woldemar Friedrich von Schmettau (1749–1794), deutscher Diplomat in dänischen Diensten und Schriftsteller
- Woldemar Tenge-Rietberg (1856–1940), deutscher Jurist, Gutsbesitzer und Politiker
- Woldemar Tranzschel (1868–1942), russischer Botaniker und Mykologe
- Woldemar Graf Uxkull-Gyllenband (1898–1939), deutscher Althistoriker
- Woldemar Voigt (Physiker) (1850–1919), deutscher Physiker
- Woldemar Voigt (Ingenieur) (1907–1980), deutscher Flugzeugbauer
- Woldemar Voullaire (1825–1902), deutscher Organist, Komponist und Prediger
- Woldemar Winkler (1902–2004), deutscher Maler, Zeichner und Bildhauer

## Namensvarianten
- Valdas (Kurzform; litauisch)
- Voldemar (estnisch)
- Voldemārs (lettisch)
- Waldek (Kurzform; polnisch)
- Wladimir (umstrittene Ableitung)

## Belege und Verweise
1. ↑  Kluge: Etymologisches Wörterbuch der deutschen Sprache, 24. Auflage 2002, Stichwörter: Märchen, mehr, walten.
2. ↑  Max Vasmer: Russisches etymologisches Wörterbuch, I, Heidelberg 1976, S. 209, 219 f.
3. ↑  Valdemar auf behindthename.com (engl.)